# Bjelašnica (Sarajevo)
Die Bjelašnica (kyrill. Бјелашница) ist ein Gebirgszug im zentralen Bosnien und Herzegowina. Sie liegt südwestlich von Sarajevo, direkt anschließend an den Igman (1502 Meter). Der höchste Gipfel der Bjelašnica erreicht eine Höhe von 2067 Metern, er heißt ebenfalls Bjelašnica.

## Name
Der Name des Gebirges stammt aus der slawischen Wortwurzel bijel, was „weiß“ bedeutet.

## Geographie
Die Bjelašnica ist ein Teil des Dinarischen Gebirges. Sie beginnt etwa 15 km südwestlich des Stadtzentrums von Sarajevo direkt hinter der Gemeinde Ilidža und dem Igman und erstreckt sich etwa 25 km bis zum Tal der Neretva. In Nord-Süd-Richtung dehnt sie sich etwa 15 km aus.
Im Nordosten wird sie begrenzt vom Igman und anschließend nach Süden hin vom Tal der Željeznica, die in Ilidža in die Bosna mündet; dahinter liegen die Gebirgszüge Jahorina und Treskavica. Im Süden schließt sich die Visočica an, die durch die tiefe Schlucht der Rakitnica von der Bjelašnica getrennt ist. Im Südwesten bildet das Tal der Neretva die Abgrenzung zum Gebirgszug Prenj. Im Norden liegt die Neretva-Bosna-Furche mit dem Tal der Trešanica, einem weiteren Nebenfluss der Neretva, zwischen Bitovnja und Bjelašnica.
Die Gegend der Bjelašnica ist stark bewaldet, der Baumwuchs endet jedoch bei etwa 1500 Metern Höhe. Es gibt zahlreiche Wanderwege, die von örtlichen Bergvereinen eingerichtet und verwaltet werden und zu den kahlen Gipfeln führen.

### Verkehr
Durch das Trešanica-Tal zwischen Neretva und Bosna führt eine wichtige Verkehrsverbindung zwischen Adria und dem Binnenland an der Bjelašnica vorbei. Sie gehört zum Europäischen Verkehrskorridor V c mit der Eisenbahn- und Straßenverbindung über Mostar und Sarajevo; künftig verläuft hier auch die Autobahn A1.

## Erholung und Sport
Kurz hinter der Stadtgrenze Sarajevos gelegen, ist die Bjelašnica ein beliebtes Erholungsgebiet zum Wandern und Skifahren.
Während der Olympischen Winterspiele 1984 in Sarajevo wurde die Bjelašnica als Wettkampfstätte u. a. für den Ski Alpin der Männer genutzt. Bemerkenswert waren die ersten Goldmedaillen für US-Amerikaner im Ski Alpin bei Olympischen Spielen: Bill Johnson erzielte seine Goldmedaille im Abfahrtslauf. Ebenso gewannen die Zwillingsbrüder Phil und Steve Mahre Gold und Silber im Slalom. Die alpinen Wettbewerbe der Frauen fanden auf der Jahorina statt.
Im gesamten Gebiet wurde zu dieser Zeit die Infrastruktur verbessert, einschließlich Hotels und Skigebiete. Vieles davon wurde im Bosnienkrieg zerstört und erst langsam wieder aufgebaut.